# Joseph Marechal (historicus)

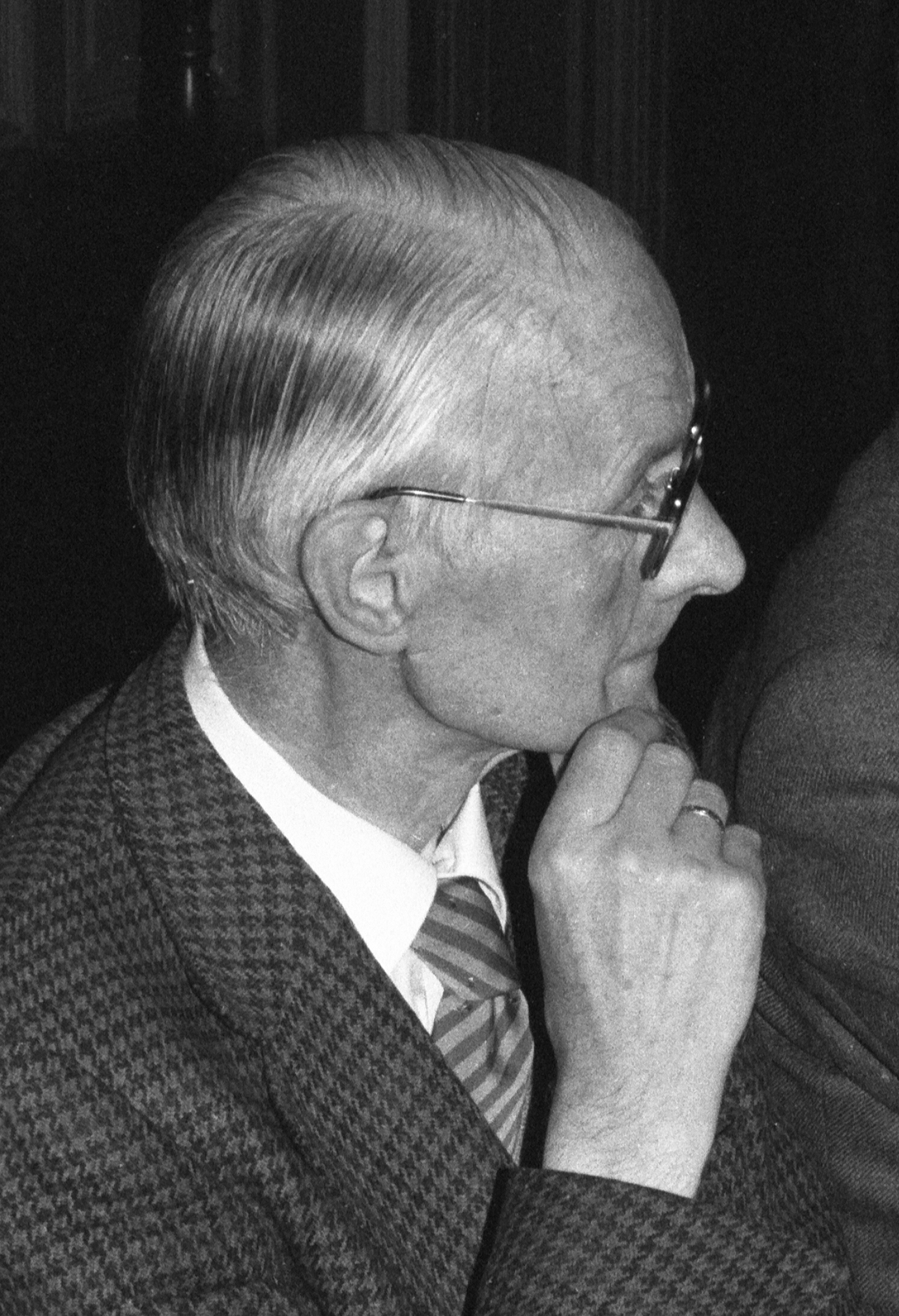
Joseph Marechal

Joseph (Jos) Marechal (Brugge, 15 oktober 1911 – 22 augustus 1993) was een Belgisch rijksarchivaris en historicus.

## Levensloop
Marechal was de zoon van Victor Marechal (1864-1921) en Beatrice Van Gheluwe (1882-1968). Hij trouwde met Jeannine de Dekker (Krefeld 1923 - Brugge 1999) en ze kregen vier zoons, waaronder Philippe Marechal die conservator is geworden van het Koninklijk Museum voor Midden-Afrika in Tervuren en Dominique Marechal die conservator is geworden bij de Koninklijke Musea voor Schone Kunsten van België in Brussel.
Van 1919 tot 1923 volgde hij lager onderwijs bij de Broeders Xaverianen om vervolgens de Latijns-Griekse humaniora te doorlopen aan het Sint-Lodewijkscollege in Brugge (retorica 1931). Hij had er onder zijn leraars onder meer Antoon Viaene en Joseph Dochy. Hij trok daarop naar de Facultés universitaires in Namen voor de kandidatuur in wijsbegeerte en letteren. Daarna studeerde hij geschiedenis aan de vernederlandste Rijksuniversiteit van Gent en behaalde het licentiaat in 1935 op een proefschrift over 'Het wezengeld in de Brugse stadsfinancies in de middeleeuwen'. Hij slaagde ook in het examen van kandidaat-archivaris.
Na een studieverblijf aan het Belgisch Historisch Instituut in Rome werd hij in 1937 ambtenaar bij het Rijksarchief en was achtereenvolgens op post als archivaris-paleograaf in Brussel, Namen, Aarlen, Bergen, Gent en Brugge.
In 1943 promoveerde hij tot doctor in de geschiedenis met een proefschrift over 'De Spaanse handelskolonie in Brugge, XIIde eeuw - 1705'. Hij bleef vele jaren in het Brugse archiefdepot, waar hij in 1963 Joseph De Smet opvolgde als hoofdarchivaris. Hij voltooide zijn loopbaan vanaf 1969 als hoofd van de afdeling Gent-Brugge binnen het Rijksarchief. Op 1 november 1976 kwam zijn opruststelling.
Marechal werd in 1951 bestuurslid van het Genootschap voor Geschiedenis te Brugge, vanaf 1979 was hij ondervoorzitter. Hij was verder ook:
- lid van de provinciale bibliotheekcommissie van West-Vlaanderen
- lid van de provinciale archiefcommissie van West-Vlaanderen
- lid van de provinciale cultuurcommissie van West-Vlaanderen
- voorzitter van de afdeling archivarissen binnen de Vereniging van archivarissen en bibliothecarissen van België (1970-1973)
- lid van de adviescommissie van het Stadsarchief van Brugge

## Publicaties
Marechal produceerde verschillende inventarissen van de hem toevertrouwde archieven, onder meer:
- Inventaris van het archief van de familie Jacopssen (Brussel, 1949)
- Inventaris van het archief van de Proosdij van Sint-Donaas, (Brussel, 1960)

Als historicus publiceerde hij:
- Geschiedenis van de Brugse Beurs, Brugge, 1949.
- Bijdrage tot de geschiedenis van het bankwezen te Brugge, Brugge, 1955.
- Havencomplex Brugge-Zeebrugge. Geschiedenis. Economische betekenis en toekomstmogelijkheden, (in samenwerking met J. Denduyver), Brugge, 1964.
- Europese aanwezigheid te Brugge. De vreemde kolonies (XIVde-XIXde eeuw) (Vlaamse Historische Studies uitgegeven door het Genootschap voor Geschiedenis, 3), Brugge, 1985. Een bundeling van talrijke van zijn artikels, voordien in verschillende tijdschriften verschenen, met volledige bibliografie van de auteur.